# Thomas Seltz

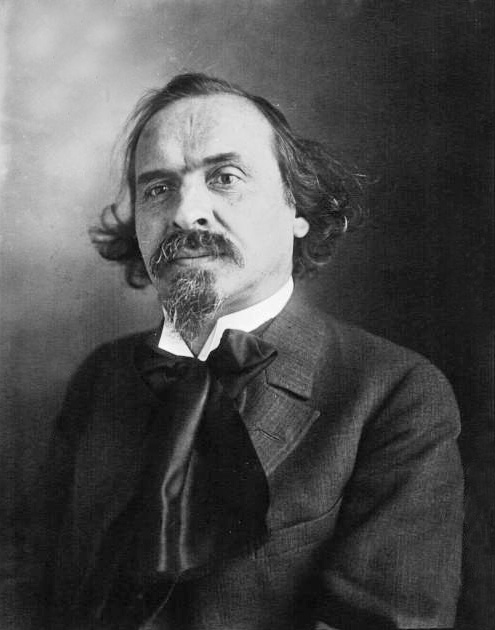
Pressebild von Thomas Seltz aus dem Jahr 1929

Thomas Seltz (* 21. Dezember 1872 in Artolsheim; † 17. Juli 1959 in Vittefleur, Département Seine-Maritime) war ein elsässischer Journalist und Politiker. Von 1922 bis 1928 war er Vorsitzender der christdemokratisch-regionalistischen Elsässischen Volkspartei (UPR), für die er von 1919 bis 1942 Mitglied der französischen Abgeordnetenkammer war.

## Biographie
Nach dem Abitur, das er mit hervorragenden Noten abschloss, studierte er an der Universität Straßburg Literatur und Nationalökonomie. 1895 wurde er Redakteur bei der Tageszeitung Der Elsässer, die der Elsaß-Lothringischen Zentrumspartei nahestand. 1906 wurde er Chefredakteur der Zeitung. Er war daneben ehrenamtlich in vielen katholischen Organisationen des Elsass an führender Stelle engagiert.
Nachdem Elsass-Lothringen wieder Frankreich zugesprochen worden war, gehörte er zu den Gründungsmitgliedern der Union populaire républicaine (UPR), der Nachfolgeorganisation der Zentrumspartei und der größten Partei des Elsass in der Zwischenkriegszeit. Er wurde von den Besatzungsbehörden in den Stadtrat von Straßburg eingesetzt. Bei den Kammerwahlen vom 16. November 1919 kandidierte er auf der gemeinsamen Liste von UPR und PRD, dem Bloc national im Département Bas-Rhin. Dieser erhielt im Département 53,2 % und eroberte alle Mandate. Thomas Seltz wurde mit 70.246 von 133.616 auf dem siebten Platz in die Abgeordnetenkammer gewählt. Dort war er Mitglied des Ausschusses für Landwirtschaft und der Kommission für Elsass und Lothringen. Im Parlament gehörte er der Fraktion Entente républicaine démocratique an.
Am 23. November 1922 wurde er als Nachfolger von Joseph Pfleger zum Vorsitzenden der UPR gewählt. Dieses Amt hatte er bis zum 21. Oktober 1928 inne. Nachfolger wurde Eugène Müller.
Bei den Kammerwahlen 1924 kandidierte er erneut für den Bloc national und wurde mit 65.343 Stimme auf den fünften Platz wiedergewählt. Im Parlament wurde er Mitglied der Fraktion Démocrates und erneut Mitglied des Ausschusses für Landwirtschaft. Nach der Wahlrechtsänderung trat Seitz 1928 für die UPR im Wahlkreis Erstein an und erhielt dort 9227 Stimmen von 17.051. Der nächstplatzierte Kandidat, Metzger, erhielt nur 3.340 Stimmen. Als Mitglied der Fraktion Démocrates populaires blieb er Mitglied des Ausschusses für Landwirtschaft und wurde Mitglied des Getränke-Ausschusses und des Ausschusses der befreiten Gebiete.
1932 wurde Seltz im gleichen Wahlkreis wiedergewählt. Er erhielt im zweiten Wahlgang 9.249 Stimmen von 13.380 Stimmen. Erneut Mitglied der Fraktion Démocrates populaires blieb er auch Mitglied des Ausschusses für Landwirtschaft und des Ausschusses für Getränke. Die Wiederwahl im gleichen Wahlkreis 1936 gelang ihm mit 8.776 Stimmen von 17.737. Er schloss sich der Fraktion Indépendants d'action populaire an und blieb Mitglied im Landwirtschaftsausschuss. Ein Dekret vom Juli 1939 verlängerte das Mandat in der Kammer aller Abgeordneten während des Zweiten Weltkriegs bis zum 31. Mai 1942. Am 10. Juli 1940 gehörte er zu den Abgeordneten, die in Vichy für die Verfassung und Regierung von Philippe Pétain stimmten. Nach dem Krieg bewarb er sich nicht mehr um ein Mandat.
Politisch vertrat Seitz moderate autonomistische Positionen. Er unterstützte die liberalen und konservativen Kräfte, insbesondere die Politik von Präsident Raymond Poincaré gegen die linken Parteien.
Auf regionaler Ebene war er Mitglied im Conseiller général für den Kanton Erstein.